# Nicola Hadwa
Nicola Hadwa Shahwan (Beit Jala, 30 de marzo de 1950) es un Ingeniero Comercial y entrenador de fútbol palestino-chileno. Fue el primer entrenador profesional de la Selección de fútbol de Palestina.
Conocido como un hombre de pensamiento de Izquierda, Hadwa ha sido panelista de medios de comunicación críticos al imperialismo estadounidense, como Telesur (canal venezolano), HispanTV (canal iraní) o Sputnik (Canal ruso). También ha participado en conferencias universitarias patrocinadas por instituciones como la Universidad de Valparaíso, donde ha analizado las influencias geopolíticas de Estados Unidos hacia el conflicto árabe-israelí (del siglo XIX al siglo XXI) y también como las economías emergentes (especialmente China) ha contrarrestado el peso de EE. UU. alrededor del mundo.

## Carrera como entrenador
El año 2002, fue contratado por la Asociación Palestina de Fútbol para dirigir el seleccionado adulto de dicho país. Según él, el razonamiento que llevó a su contratación fue debido a que es el primer director técnico de fútbol profesional de nacionalidad palestina de la historia.
En 2004, renunció a dicho puesto para dirigir a Palestino de la Primera División de Chile, con el cual empezó bien al ganar sus 4 primeros partidos en el Torneo de Apertura y encaramarse en el primer lugar de la tabla, pero después de 6 derrotas en los últimos 7 partidos decidió renunciar a la banca árabe argumentando "motivos personales".
El 3 de diciembre de 2020, Hadwa fue anunciado como nuevo entrenador de Concón Nacional.
En 2017, fue candidato a la Cámara de Diputadas y Diputados de Chile de Chile, empiece una campaña para lograr un asiento en la Cámara de Diputados de Chile, por el Distrito 7, siendo apoyado por el Partido Progresista, entonces liderado por Marco Enríquez Ominami. Recibió apoyo  también de personas de mundo del fútbol chileno, como el entrenador Jorge Garcés. Hadwa no resultó electo, obteniendo un total de 0.6% de los votos.

## Historial electoral

### Elecciones parlamentarias de 2017
- Elecciones parlamentarias de 2017 a diputados por el distrito 7 (Algarrobo, Cartagena, Casablanca, Concón, El Quisco, El Tabo, Isla de Pascua, Juan Fernández, San Antonio, Santo Domingo, Valparaíso y Viña del Mar)[11]

| Candidato                 | Pacto                    | Partido | Votos  | %    | Resultados |
| ------------------------- | ------------------------ | ------- | ------ | ---- | ---------- |
| María José Hoffmann Opazo | Chile Vamos              | UDI     | 34 606 | 10.7 | Diputada   |
| Andrés Celis Montt        | Chile Vamos              | RN      | 21 353 | 6.6  | Diputado   |
| Osvaldo Urrutia Soto      | Chile Vamos              | UDI     | 18 321 | 5.7  | Diputado   |
| Jorge Castro Muñoz        | Chile Vamos              | UDI     | 17 624 | 5.5  |            |
| Rodrigo González Torres   | La Fuerza de la Mayoría  | PPD     | 16 808 | 5.2  | Diputado   |
| Marcelo Díaz Díaz         | La Fuerza de la Mayoría  | PS      | 15 250 | 4.7  | Diputado   |
| Víctor Torres Jeldes      | Convergencia Democrática | DC      | 14 934 | 4.6  | Diputado   |
| Camila Rojas Valderrama   | Frente Amplio            | IND-PI  | 14 860 | 4.6  | Diputada   |
| Jorge Rauld González      | Frente Amplio            | PI      | 14 120 | 4.4  |            |
| Jorge Brito Hasbún        | Frente Amplio            | RD      | 13 358 | 4.1  | Diputado   |
| John Parada Montero       | Frente Amplio            | PH      | 10 233 | 3.2  |            |
| René Lues Escobar         | Convergencia Democrática | DC      | 9390   | 2.9  |            |
| Nicola Hadwa Shahwan      | Por Todo Chile           | IND-PRO | 1944   | 0.6  |            |